# Sabinena
Sabineno es un monoterpeno bicíclico natural con la fórmula molecular C10H16. Es aislado de los aceites esenciales de una variedad de plantas, incluyendo la encina ( Quercus ilex ) y el abeto rojo ( Picea abies ). Cuenta con un sistema de anillos con ciclopentano fusionado con un anillo de ciclopropano.
Sabineno es uno de los compuestos químicos que contribuyen al sabor picante de la pimienta negra y es un importante componente del aceite de semilla de zanahoria. También se produce en el aceite de árbol del té en una concentración baja. También está presente en el aceite esencial obtenido de la nuez moscada.